# Balboa (Cauca)
Balboa ist eine Gemeinde (municipio) im Departamento Cauca in Kolumbien.

## Geographie
Balboa liegt im Süden von Cauca in der Provincia del Sur. An die Gemeinde grenzen im Norden Argelia und Patía, im Osten Patía, im Süden Mercaderes sowie Leiva im Departamento de Nariño und im Westen Leiva und El Charco in Nariño.

## Bevölkerung
Die Gemeinde Balboa hat 26.384 Einwohner, von denen 7884 im städtischen Teil (cabecera municipal) der Gemeinde leben (Stand: 2019).

## Geschichte
Die Besiedlung des Gebietes des heutigen Balboa begann 1912. Zunächst gehörte Balboa zur Gemeinde Patía. Seit 1967 hat Balboa den Status einer Gemeinde.